# Troféu Joan Gamper de 2013
O Troféu Joan Gamper de 2013 foi a quadragésima oitava edição do evento e, como em todas as edições, teve como país-anfitrião a Espanha. A competição foi disputada no dia 2 de agosto. O adversário do Barcelona foi o Santos do Brasil. Esta disputa foi um acordo fechado entre os dois clubes, depois que o Barcelona contratou o ex-atacante santista Neymar.

## Jogo
| 2 de agosto | Barcelona                                                                                          | 8 – 0     | Santos | Camp Nou, Barcelona                            |
| 16:30 UTC−3 | Messi 8' · Leo 11' (g.c.) · Sánchez 21' · Pedro 29' · Fàbregas 52', 68' · Adriano 75' · Dongou 83' | Relatório |        | Público: 81 251 Árbitro: ESP Estrada Fernández |

| Barcelona | Santos |

| BARCELONA:      |    |  |                |     |
|                 |    |  |                |     |
| G               | 1  |  | Valdés         | 46' |
| LD              | 22 |  | Daniel Alves   | 46' |
| Z               | 3  |  | Piqué          | 46' |
| Z               | 14 |  | Mascherano     | 77' |
| LE              | 18 |  | Jordi Alba     | 46' |
| V               | 6  |  | Xavi           | 46' |
| V               | 16 |  | Busquets       | 46' |
| M               | 8  |  | Iniesta        | 46' |
| A               | 9  |  | Alexis Sánchez | 73' |
| A               | 10 |  | Messi          | 61' |
| A               | 7  |  | Pedro          | 46' |
| Reservas:       |    |  |                |     |
| G               | 13 |  | José Pinto     | 46' |
| LD              | 2  |  | Montoya        | 46' |
| Z               | 15 |  | Bartra         | 46' |
| Z               | 19 |  | Bagnack        | 77' |
| LE              | 21 |  | Adriano        | 46' |
| V               | 17 |  | Song           | 46' |
| M               | 4  |  | Fàbregas       | 46' |
| M               | 24 |  | Sergi Roberto  | 46' |
| A               | 34 |  | Dongou         | 61' |
| A               | 28 |  | Dani Nieto     | 73' |
| A               | 11 |  | Neymar         | 46' |
| Técnico:        |    |  |                |     |
| Gerardo Martino |    |  |                |     |

| SANTOS:            |    |  |                  |     |     |
|                    |    |  |                  |     |     |
| G                  | 1  |  | Aranha           | 46' |     |
| LD                 | 13 |  | Rafael Galhardo  | 46' |     |
| Z                  | 2  |  | Edu Dracena      |     |     |
| Z                  | 6  |  | Durval           | 46' |     |
| LE                 | 3  |  | Leo              | 46' |     |
| V                  | 5  |  | Arouca           | 62' |     |
| V                  | 8  |  | Cícero           |     |     |
| M                  | 10 |  | Montillo         | 76' |     |
| M                  | 7  |  | Leandrinho       | 46' |     |
| A                  | 11 |  | Neilton          | 46' |     |
| A                  | 22 |  | Thiago Ribeiro   | 34' |     |
| Reservas:          |    |  |                  |     |     |
| G                  | 12 |  | Vladimir         | 46' |     |
| LD                 | 14 |  | Cicinho          | 46' |     |
| Z                  | 16 |  | Gustavo Henrique | 46' |     |
| LE                 | 13 |  | Mena             | 46' |     |
| M                  | 15 |  | Alan Santos      | 62' |     |
| M                  | 18 |  | Léo Cittadini    | 46' |     |
| M                  | 17 |  | Pedro Castro     | 76' |     |
| A                  | 19 |  | Giva             | 46' | 76' |
| A                  | 21 |  | Victor Andrade   | 76' | 81' |
| A                  | 20 |  | Gabriel          | 76' |     |
| A                  | 9  |  | Willian José     | 34' | 76' |
| Técnico:           |    |  |                  |     |     |
| Claudinei Oliveira |    |  |                  |     |     |

## Premiação
| Troféu Joan Gamper de 2013     |
| ------------------------------ |
| Barcelona Campeão (36º título) |